# Stirling Range
Stirling Range är en bergskedja i Australien. Den ligger i delstaten Western Australia, omkring 350 kilometer sydost om delstatshuvudstaden Perth.
Stirling Range sträcker sig 26,6 km i öst-västlig riktning. Den högsta toppen är Bluff Knoll, 1 095 meter över havet.
I omgivningarna runt Stirling Range växer huvudsakligen savannskog. Trakten runt Stirling Range är nära nog obefolkad, med mindre än två invånare per kvadratkilometer. Genomsnittlig årsnederbörd är 579 millimeter. Den regnigaste månaden är maj, med i genomsnitt 85 mm nederbörd, och den torraste är februari, med 10 mm nederbörd.